# Michel Guibé

Wappen

Michel Guibé († 1502) war ein französischer, römisch-katholischer Geistlicher.

## Leben
Michel Guibé ist der zweite Sohn von Adenet Guibet und Olive Landais. Er ist der ältere Bruder von Kardinal Robert Guibé, von Jean Guibé, Capitaine von Fougères, von Jacques Guibé, Capitaine von Rennes und Vizeadmiral der Bretagne und von Guillemette, der Frau von Guillaume Hamon. Er ist außerdem ein Neffe von Pierre Landais, Schatzmeister und Receveur Général de Bretagne unter Herzog François II.  
Michel Guibé war von 24. Januar 1477 bis 1478 Bischof von Saint-Pol-de-Léon. Am 14. Januar 1478 wurde er Bischof von Dol. Am 29. März 1482 wurde er auf den Bischofsstuhl von Rennes versetzt. Er krönte Anna de Bretagne am 10. Februar 1488 in der Kathedrale von Rennes zur Herzogin. Am 19. Dezember 1490 stand Michel auch der Heirat von Anne de Bretagne und Maximilian I. per procurationem vor.